# Tularosa
Tularosa egy falu az új-mexikói Otero megyében, az Egyesült Államokban. A nevét a Tularosa-medencéről kapta, amiben elhelyezkedik. A településtől keletre helyezkedik el a Sacramento-hegység. A lakosság száma 2553 fő volt a 2020-as népszámláláson. Az 1990-es és 2000-es években a település, ami északra helyezkedik el a sokkal nagyobb Alamogordótól, növekedni kezdett, főleg az építkezési ipara fejlődött.

## Története
Az első telepesek az 1860-ban érkeztek a területre, de a mescalero apacs indiánok közelsége miatt sikertelenek voltak. 1862-ben egy közeli csata után hispán telepesek a Rio Grande-völgyből megérkeztek a területre és letelepedtek. A Szent Ferenc Templomot azt követően építették meg, hogy senki nem esett el a Round Mountain-i csatában. 1863-ban lett hivatalosan település a falu.
1979-ben a város 1400 holdas területét és 182 épületét történelmi kerületnek nevezték.

## Népesség
| Lakosok száma | 2864 | 2842 | 2553 |
|               | 2000 | 2010 | 2020 |

## Galéria
- Az üdvözlőtábla Tularosa határában
- Tularosa könyvtára
- Épülő iskola a faluban
- Egy ház a faluban
- A Szent Ferenc Templom
- A Tularosa melletti sivatag

## Fontos személyek
- Jan Clayton, színésznő
- Dianna Duran, Új-Mexikó külügyminisztere
- Steve Ontiveros, MLB-játékos
- Katherine D. Ortega, az Egyesült Államok 38. kincstárnoka
- Ace Powell, festő és szobrász
- Kim Stanley, színésznő
- Tammie Jo Shults, ismert pilóta
- Gary Paulsen, író